# 和諧 (小說)
《和諧》（日語：ハーモニー，符號化為<harmony/>）是伊藤計劃創作的長篇科幻小说，出版於2008年12月。曾獲得第40回日本SF大賞、第40回星雲賞日本長篇獎。
2015年noitaminA在《伊藤計劃Project》第2彈宣佈改編為動畫電影。2014年8月8日早川書房發行新裝版。

## 劇情簡介
西元2019年，人類理性最薄弱的一年，核彈在各地爆發，全世界的人類皆遭癌症侵襲。「生府」取代政府、精密至極的健康監控系統「WatchMe」應運而生，迎來最祥和美好的烏托邦世界──疾病消失，個人的身體成為共有資源，所有人都健康長壽、和平友愛。
三名少女以她們的生命為代價，對這樣的社會展開終極反抗。十三年後，倖存的敦與希安再度重逢，而危及這個烏托邦世界的陰謀，正拉開序幕。
二十一世紀初，地球歷經稱為「大災禍」的浩劫，「生府」取代政府，成為至高無上的主宰；「社會的所有成員都對自己以及其他人的健康給予最大尊重」為其中心主旨，人的身體不再屬於自己，成為珍貴的公共財產，藉由健康監控系統「WatchMe」與藥物精製系統達到某種類似烏托邦的完美世界。
霧慧敦、御冷彌迦、零下堂希安三名少女因年紀尚輕，還未在體內安裝WatchMe；其中彌迦聰明過人，對當下的社會形態抱持強烈質疑，三名少女在她的主導下嘗試自殺。然而，這群少女的計畫最後以失敗收場。主謀彌迦死去，敦與希安則以各自的方式融入了社會。
十三年後，昔日和御冷彌迦一起選擇自殺的霧慧敦，成了WHO（世界保健機構）螺旋監察事務局的上級監察官。所謂的螺旋監察官，目的原本是監視危險的遺傳基因操作，但現在卻打著「保護所有生命權」的旗號，過度擴張其活動領域。
敦保有對彌迦的回憶，持續擔任螺旋監察官這項工作，並藉職責之便以醫療資源換取萬惡的違禁品：菸酒。敦因違反禁令，被遣返故鄉，原本正開心地與希安重聚，然而希安卻在敦面前犯下最受輕視的罪行，而且在同時間，全世界竟有6582人與希安同步。而事件背後，竟隱約可以看見理應已不在人世的御冷彌迦的影子......

## 登場人物
霧慧敦（Kirie Tuan，配音：澤城美雪）
WHO螺旋監察事務局的上級監察官的女性。
御冷彌迦（Mihie Miach，配音：上田麗奈）
敦的朋友，異國的天才少女。
多年前“三名少女自殺事件”的主導者，十三年後以自身非凡的影響力一步步引導著世界的走向。
零下堂希安（Reikado Cian，配音：洲崎綾）
敦的朋友。
奧斯卡·史陶芬堡（Oscar Stauffenberg，配音：榊原良子）
敦的上司。螺旋監察官的首席監察官。
以利亞·伐西洛夫（Elijah Vashlov，配音：三木眞一郎）
國際刑事組織的搜查官。追隨事件並且接觸敦。
霧慧諾亞達（Kirie Nuada，配音：森田順平）
敦的父親。
冴紀慶太（Saeki Keita，配音：チョー）
諾亞達的朋友兼研究夥伴。
加百列·艾婷（Gabrielle Étaín，配音：渡邊明乃）
SEC腦科醫學研究所的研究員。
烏維·弗爾（Uwe Woll，配音：斧篤）
於車臣和俄羅斯紛爭地區活動的WHO螺旋監察事務局上級監察官。

## 出版書籍
單行本
- 2008年12月18日發售、ISBN 978-4-15-208992-2

文庫版
- 2010年12月7日發售、ISBN 978-4-15-031019-6

新裝版
- 2014年8月8日發售、ISBN 978-4-15-031166-7

中文版
- 2014年6月5日發售、ISBN 978-986-602-676-8（繆思文化，譯者：高詹燦）
- 2024年1月17日發售、ISBN 978-626-314-561-0（木馬文化，譯者：高詹燦）

## 動畫電影
《和諧》動畫電影由STUDIO 4℃製作。原先預計於2015年11月公開上映、後來因《虐殺器官》延期上映而順延至12月4日上映、最終調整至11月13日上映。
11月14日・15日票房位居第11位。

### 配音
- 霧慧敦 - 澤城美雪
- 御冷彌迦 - 上田麗奈
- 零下堂希安 - 洲崎綾
- 奧斯卡・史陶芬堡 - 榊原良子
- 以利亞・伐西洛夫 - 三木真一郎
- 霧慧諾亞達 - 森田順平
- 冴紀慶太 - 長
- 加百列·艾婷 - 渡邊明乃
- 烏維·弗爾 - 斧篤
- 御冷玲子 - 森千晃
- アサフ - 大塚明夫

### 製作人員
- 原作 - 伊藤計劃（Hayakawa文庫JA）
- 監督 - 中村孝（日语：なかむらたかし）、Michael Arias
- 腳本 - 山本幸治
- 人物原案 - redjuice
- 演出、CGI監督 - 廣田裕介
- 人物設計、總作画監督 - 田中孝弘
- 道具設計、作画監督 - 竹内一義
- 機械設計、效果作画監督 - 渡邊浩二
- 色彩設計 - 成毛久美子
- 美術監督 - 狹田修、新林希文
- 美術設定 - 冨永拓生、菱山徹
- 編輯 - 重村建吾
- 音樂 - 池頼広
- 音樂製作人 - 佐野弘明
- 音樂製作 - 索尼音樂娛樂、FUJIPACIFIC MUSIC
- 錄音演出 - 名倉靖
- 音響設計 - 笠松広司
- 主要製作人 - 松崎容子、山本幸治
- 製作人 - 田中榮子、尾崎紀子、吉澤隆
- 動畫製作人 - 荻原知子
- 製作：清水賢治（富士電視台）、植田益朗、大田圭二、横澤良雄、中尾勇一、中村理一郎、竹中幸平、田中栄子
- 動畫製作 - STUDIO 4℃
- 制作 - Project Itoh（富士電視台、Aniplex、東宝、關西電視台、京楽産業Holdings、電通、索尼音樂娛樂、Beyond C.）

### 主題曲
〈Ghost of a smile〉
歌 - EGOIST

### 影音商品
Blu-ray 完全生産限定版(ANZX-11603〜11604)、通常版(ANSX-11603)、DVD通常版(ANSB-11603) 皆於2016年3月9日一同發售。

## 漫畫版
Comic百合姬
原本預定要在Comic百合姬雜誌上連載漫畫版，同雜誌的編輯長中村成太郎說明希望百合作品迷與伊藤計劃迷能夠互相影響。
月刊Newtype
月刊Newtype創刊30周年紀念企劃而確定漫畫化，於《月刊Newtype》（KADOKAWA）2015年5月号開始連載。連載前同年3月10日發售的《月刊Newtype》2015年4月号先行公開主要人物的插畫。作画由三巷文負責。單行本全4卷。
| 集數 | KADOKAWA      | KADOKAWA               | 台灣東販       | 台灣東販               |
| 集數 | 發售日期      | ISBN                   | 發售日期       | ISBN                   |
| ---- | ------------- | ---------------------- | -------------- | ---------------------- |
| 1    | 2016年3月26日 | ISBN 978-4-04-104068-3 | 2017年10月24日 | ISBN 978-986-475-486-1 |
| 2    | 2017年2月25日 | ISBN 978-4-04-105478-9 | 2018年5月18日  | ISBN 978-986-475-667-4 |
| 3    | 2019年11月9日 | ISBN 978-4-04-108665-0 |                |                        |
| 4    | 2019年11月9日 | ISBN 978-4-04-108666-7 |                |                        |

## 外部連結
- 伊藤計劃 Project Itoh （页面存档备份，存于）
- Project-Itoh 公式的X（前Twitter）
- Project Itoh的Facebook專頁
- 互联网电影数据库（IMDb）上《和諧》的资料（英文）